# Pectinaria dimai
Pectinaria dimai är en ringmaskart som beskrevs av Zachs 1933. Pectinaria dimai ingår i släktet Pectinaria och familjen Pectinariidae. Inga underarter finns listade i Catalogue of Life.